# Imane Khelif
Imane Khelif (àrab: إيمان خليف, Īmān Ḫalīf; Tiaret, 2 de maig de 1999) és una boxejadora amateur algeriana. Va representar Algèria als Jocs Olímpics d'estiu de 2020 a Tòquio i als Jocs Olímpics d'estiu de 2024 a París, on va obtenir la medalla d'or.

## Primers anys de vida
Khelif va créixer en un poble rural de la província de Tiaret, al nord-oest d'Algèria. Originalment, va jugar a futbol abans de passar a la boxa. En els seus primers anys, va haver de desplaçar-se a un poble veí per assistir a sessions d'entrenament i va vendre ferralla per pagar el preu de l'autobús. Va afirmar que el seu pare inicialment no li va permetre fer esport perquè «no aprovava la boxa per a noies».

## Carrera esportiva

### 2018–2021: inicis de carrera i debut olímpic
Al Campionat del Món de Boxa Femení AIBA de 2018, Khelif va acabar 17a després de ser eliminada a la primera ronda per Karina Ibragimova. Al Campionat del Món de Boxa Femení AIBA del 2019, va acabar 33a després de ser eliminada a la primera ronda per Natalia Shadrina.
L'any següent va representar Algèria en l'⁣esdeveniment de pes lleuger femení als Jocs Olímpics d'estiu de 2020, on va ser derrotada per la irlandesa Kellie Harrington als quarts de final.

### 2022: Final del Campionat IBA i èxits de boxa
Al Campionat del Món de Boxa Femení de l'IBA del 2022, Khelif es va convertir en la primera boxejada algeriana a arribar a la final després de derrotar a Chelsey Heijnen. Després va ser derrotada per Amy Broadhurst a la final i va acabar subcampiona. Més tard aquell any, Khelif va tenir més èxits, guanyant medalles d'or als Jocs del Mediterrani i als Campionats Africans de Boxa Amateur.

### 2023: Desqualificació del Campionat IBA
El març de 2023, va tornar a arribar a la final del Campionat del Món de Boxa Femení IBA, però va ser desqualificada poc abans del combat per la medalla d'or per no complir els criteris d'elegibilitat de l'⁣Associació Internacional de Boxa (IBA). El Comitè Olímpic Algerià va declarar que Khelif va ser desqualificada per motius mèdics. Més tard es va informar que la desqualificació es va deure als alts nivells de testosterona al seu sistema.
El president de l'IBA, Umar Kremlev, va declarar a l'agència de notícies russa TASS el 2023 que les desqualificacions es degueren al fet que les proves d'ADN «van demostrar que tenien cromosomes XY». The Washington Post va afirmar que «no és clar quins estàndards van fallar amb Khelif i Lin Yu Ting [el 2023] per conduir a les desqualificacions» i, a més, va afirmar que «mai no hi ha hagut proves que […] Khelif […] tenia cromosomes XY o nivells elevats de testosterona». L'IBA no va revelar la metodologia de les proves, afirmant que «les especificitats segueixen sent confidencials». Segons l'endocrinòleg Gianluca Aimaretti, que va afirmar que no coneixia la documentació clínica de Khelif, hi ha alguns casos patològics rars en què el cromosoma Y pot aparèixer en una dona i va plantejar la hipòtesi que Khelif «podria haver nascut amb una malaltia congènita que va causar un trastorn de la diferenciació sexual». Aleshores, Khelif va dir que el resultat hauria dit que tenia «característiques que signifiquen que no puc boxejar amb dones», però va dir que va ser víctima d'una «gran conspiració» amb aquesta desqualificació. Així que va presentar un recurs davant el Tribunal d'Arbitratge de l'Esport, però després el va retirar.
El 31 de juliol de 2024, pel que fa a la seva decisió de 2023, l'IBA va declarar que Khelif i altres «no es van sotmetre a un examen de testosterona, sinó que estaven sotmesos a una prova separada i reconeguda, per la qual els detalls romanen confidencials», i que «es va trobar que tenien avantatges competencials sobre altres competidores femenines». L'endemà, el Comitè Olímpic Internacional (COI) va emetre la seva pròpia declaració en resposta, afirmant que la decisió de l'IBA va ser «sobtada i arbitrària» i «sense cap procés degut». A més, van afirmar el següent:
| «                                            | (anglès) According to the IBA minutes available on their website, this decision was initially taken solely by the IBA Secretary General and CEO. The IBA Board only ratified it afterwards and only subsequently requested that a procedure to follow in similar cases in the future be established and reflected in the IBA Regulations. The minutes also say that the IBA should “establish a clear procedure on gender testing”. | (català) D'acord amb l'acta de l'IBA disponible al seu lloc web, aquesta decisió la va prendre inicialment únicament el secretari general i conseller delegat de l'IBA. La Junta de l'IBA ho va ratificar posteriorment i només posteriorment va sol·licitar que s'establís un procediment a seguir en casos similars en el futur i que quedés reflectit en el Reglament de l'IBA. L'acta també diu que l'IBA hauria d'“establir un procediment clar sobre les proves de gènere”. | » |
| — Joint Paris 2024 Boxing Unit/IOC Statement | | |   |

El juliol de 2023, quatre mesos després de la desqualificació del Campionat IBA, Khelif va representar Algèria als Jocs Àrabs, on va guanyar una medalla d'or en la prova de pes lleuger femení.

### 2024: Jocs Olímpics d'estiu
El gener de 2024, Khelif es va convertir en ambaixadora nacional d'UNICEF.
L'estatus olímpic de l'IBA va ser revocat el juny de 2023, a causa de problemes de govern i corrupció percebuda per jutjar i arbitratge. Com a resultat, la competició de boxa a París per als Jocs Olímpics d'estiu de 2024 van ser gestionats per la Unitat de Boxa de París 2024 del COI. El COI, utilitzant regles diferents de l'IBA, va autoritzar Khelif per competir a París, confirmant que va complir amb totes les normes mèdiques i d'elegibilitat necessàries per al torneig. El COI va declarar que Khelif era una dona segons el seu passaport i va dir que tots els atletes que competeixen a París compleixen amb les normes d'elegibilitat i d'accés a la competició.
Durant la seva actuació als Jocs Olímpics, Khelif va rebre una onada de reacció adversa en línia d'aquells que van qüestionar el seu gènere. El Comitè Olímpic Algerià (COA) va defensar Khelif, descrivint la reacció cap a Khelif com a «orientació poc ètica» i «propaganda sense fonament». El COA va declarar que havien pres totes les mesures necessàries per protegir Khelif i el seu dret a competir als Jocs Olímpics.
A la segona ronda de la prova femenina de 66 kg, va derrotar la italiana Angela Carini en 46 segons després de la retirada d'aquesta, referint un intens dolor al nas. Carini va citar una suposada «injustícia» de competir contra Khelif. La resta de combats va guanyar-los per decisió unànime dels jutges: quarts de final contra l'hongaresa Anna Luca Hamori, semifinals contra la tailandesa Janjaem Suwannapheng i la final contra la xinesa Yang Liu.